# Пепеляв албатрос
Пепелявият албатрос (Phoebetria palpebrata) e птица, която е сравнително малък представител на род Phoebetria от семейство Албатросови. Този вид албатрос е описан за първи път през 1785 година от Йохан Райнхолд Форстер въз основа на типов екземпляр, намерен южно от нос Добра Надежда.